# Tess Mattisson
Tess Mattisson (Solna, 13 febbraio 1978) è una cantante svedese.
Prima di iniziare la sua carriera nel duo eurodance di nuova formazione assieme ad Andrèz, i La Cream, partecipò ad altri progetti musicali (Rob'n'Raz, Dr. Alban, Basic Element e Drömhus) con il ruolo di cantante di riserva e di ballerina.

## Discografia

### Album
- 1999 – Sound & Vision
- 2001 – One love to Justify

### Singoli
- "One Love"
- "Viva L'Amor"
- "Justify My Love"
- "Breathless"
- "The Second You Sleep" (16 giugno 2005)